# Badminton op de Paralympische Zomerspelen 2020
Op de XVIe Paralympische Zomerspelen, die in 2021 werden gehouden in Tokio, Japan, werd badminton voor het eerst de Paralympische Spelen beoefend.

## Medaillespiegel
| Plaats | Land             | NPC | Goud | Zilver | Brons | Totaal |
| 1      | China            | CHN | 5    | 3      | 2     | 10     |
| 2      | Japan            | JPN | 3    | 1      | 5     | 9      |
| 3      | Indonesië        | INA | 2    | 2      | 2     | 6      |
| 4      | India            | IND | 2    | 1      | 1     | 4      |
| 5      | Frankrijk        | FRA | 1    | 1      | 0     | 2      |
| 6      | Maleisië         | MAS | 1    | 0      | 0     | 1      |
| 7      | Zuid-Korea       | KOR | 0    | 3      | 1     | 4      |
| 8      | Groot-Brittannië | GBR | 0    | 1      | 1     | 2      |
| 8      | Hongkong         | HKG | 0    | 1      | 1     | 2      |
| 8      | Thailand         | THA | 0    | 1      | 1     | 2      |

## Uitslagen

### Individueel
| Mannen | Mannen | Mannen         | Mannen | Mannen                    | Mannen | Mannen         | Mannen |
| Klasse | Goud   | Goud           | Zilver | Zilver                    | Brons  | Brons          |        |
| ------ | ------ | -------------- | ------ | ------------------------- | ------ | -------------- | ------ |
| WH1    | CHN    | Qu Zimo        | KOR    | Lee Sam-seop              | KOR    | Lee Dong-seop  |        |
| WH2    | JPN    | Daiki Kajiwara | KOR    | Kim Jung-jun              | HKG    | Chan Ho Yuen   |        |
| SL3    | IND    | Pramod Bhagat  | GBR    | Daniel Bethell            | IND    | Manoj Sarkar   |        |
| SL4    | FRA    | Lucas Mazur    | IND    | Suhas Lalinakere Yathiraj | INA    | Fredy Setiawan |        |
| SU5    | MAS    | Cheah Liek Hou | INA    | Dheva Anrimusthi          | INA    | Suryo Nugroho  |        |
| SH6    | IND    | Krishna Nagar  | HKG    | Chu Man Kai               | GBR    | Krysten Coombs |        |

| Vrouwen | Vrouwen | Vrouwen       | Vrouwen | Vrouwen            | Vrouwen | Vrouwen       | Vrouwen |
| Klasse  | Goud    | Goud          | Zilver  | Zilver             | Brons   | Brons         |         |
| ------- | ------- | ------------- | ------- | ------------------ | ------- | ------------- | ------- |
| WH1     | JPN     | Sarina Satomi | THA     | Sujirat Pookkham   | CHN     | Yin Menglu    |         |
| WH2     | CHN     | Liu Yutong    | CHN     | Xu Tingting        | JPN     | Yuma Yamazaki |         |
| SL4     | CHN     | Cheng Hefang  | INA     | Leani Ratri Oktila | CHN     | Ma Huihui     |         |
| SU5     | CHN     | Yang Qiuxia   | JPN     | Ayako Suzuki       | JPN     | Akiko Sugino  |         |

### Dubbelspel
| Mannen    | Mannen | Mannen               | Mannen | Mannen                     | Mannen | Mannen                          | Mannen |
| Klasse    | Goud   | Goud                 | Zilver | Zilver                     | Brons  | Brons                           |        |
| --------- | ------ | -------------------- | ------ | -------------------------- | ------ | ------------------------------- | ------ |
| WH1 - WH2 | CHN    | Mai Jianpeng Qu Zimo | KOR    | Kim Jung-jun Lee Dong-seop | JPN    | Daiki Kajiwara Hiroshi Murayama |        |

| Vrouwen   | Vrouwen | Vrouwen                               | Vrouwen | Vrouwen                | Vrouwen | Vrouwen                           | Vrouwen |
| Klasse    | Goud    | Goud                                  | Zilver  | Zilver                 | Brons   | Brons                             |         |
| --------- | ------- | ------------------------------------- | ------- | ---------------------- | ------- | --------------------------------- | ------- |
| WH1 - WH2 | JPN     | Sarina Satomi Yuma Yamazaki           | CHN     | Liu Yutong Yin Menglu  | THA     | Sujirat Pookkham Amnouy Wetwithan |         |
| SL3 - SU5 | INA     | Leani Ratri Oktila Khalimatus Sadiyah | CHN     | Cheng Hefang Ma Huihui | JPN     | Noriko Ito Ayako Suzuki           |         |

| Gemengd   | Gemengd | Gemengd                         | Gemengd | Gemengd                   | Gemengd | Gemengd                       | Gemengd |
| Klasse    | Goud    | Goud                            | Zilver  | Zilver                    | Brons   | Brons                         |         |
| --------- | ------- | ------------------------------- | ------- | ------------------------- | ------- | ----------------------------- | ------- |
| SL3 - SU5 | INA     | Hary Susanto Leani Ratri Oktila | FRA     | Lucas Mazur Faustine Noël | JPN     | Daisuke Fujihara Akiko Sugino |         |

Atletiek · Badminton · Bankdrukken · Basketbal · Boccia · Boogschieten · Goalball · Judo · Kanovaren · Paardensport · Roeien · Rugby · Schermen · Schietsport · Taekwondo · Tafeltennis · Tennis · Triatlon · Voetbal · Volleybal · Wielersport · Zwemmen
Tokio 2020 ·
Parijs 2024 ·
Los Angeles 2028